# Bóveda
Bóveda is een gemeente in de Spaanse provincie Lugo in de regio Galicië met een oppervlakte van 91 km². Bóveda telt 1.537 inwoners (1 januari 2016).